# Anthony Geary
Anthony Geary (Coalville, 29 de maio de 1947) é um ator estadunidense. Ele é conhecido por interpretar o papel de Luke Spencer na soap opera General Hospital da ABC. Ele recebeu um recorde de oito prêmios Emmy Daytime de melhor ator em série dramática antes de se aposentar.